# 学田乡
学田乡，是中华人民共和国内蒙古自治区兴安盟突泉县下辖的一个乡镇级行政单位。

## 行政区划
学田乡下辖以下地区：
学田村、三合村、金星村、河东村、尖山村、大保村、利民村、平安村、西沟村、洪泉村、常乐村、胜利村、永平村、解放村和太平庄村。